# Maytag 35 HP
Der Maytag 35 HP ist ein Personenkraftwagen. Hersteller war die Maytag-Mason Motor Car Company aus den USA.

## Beschreibung
Das Fahrzeug stand nur 1911 im Angebot und löste den Maytag 32/35 HP ab.
Es hat einen wassergekühlten Vierzylindermotor. 4 Zoll (101,6 mm) Bohrung und 4,5 Zoll (114,3 mm) Hub ergeben 3707 cm³ Hubraum. Eine Quelle gibt 35 PS an, eine andere 30 PS.
Der Ottomotor ist zeittypisch vorn im Fahrgestell eingebaut. Er treibt über eine Kardanwelle die Hinterachse an. Der Radstand beträgt je nach Quelle 2896 mm oder 2946 mm. Als Leergewicht sind 907 kg angegeben.
Fünf verschiedene Karosseriebauformen standen zur Auswahl: Model D als Runabout, Model E als Toy Tonneau genannter Tourenwagen, Model F als Tourenwagen und Model G als Torpedo für jeweils 1750 US-Dollar sowie Model H als Boattail Roadster für 1650 Dollar.
Nachfolger wurde der Mason 30 HP.

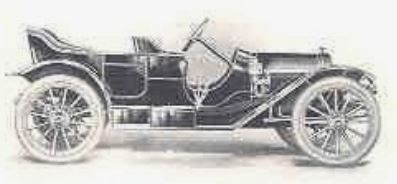
Model F als Tourenwagen
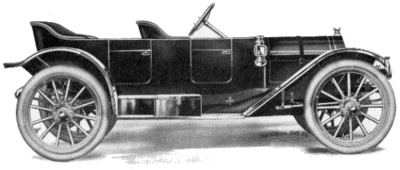
Model G als Torpedo
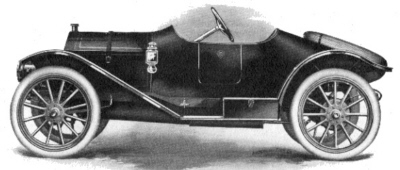
Model H als Bootsheck-Roadster